# المدخل إلى تاريخ الحضارة
هناك العديد من الكُتب التي تحدثت عن الحضارة الإسلامية، ومنها كتاب الدكتور جورج حداد الذي يعد مدخل إلى تاريخ الحضارة. وهو أستاذ التاريخ في الجامعة السورية. وصدر كتابه ( المدخل إلى تاريخ الحضارة ) بطبعته الأولى من مطبعة الجامعة السورية في عام 1372هـ/1953م.

## محتويات الكتاب
يحتوي الكتاب في بدايته على مقدمة الكاتب، ثم الفصول وهي سبعة عشر فصلاً مقسمة على أربعة أبواب، يحتوي الباب الأول على خمسة فصول وبقية الفصول مقسمة على الأبواب الأخرى بأربعة فصول لكل باب، ثم المراجع وبعدها الفهرس. يحتوي الكتاب على 570 صفحة.

## فصول الكتاب

### الباب الأول
قد عنونه المؤلف بشروط الحضارة ومظاهرها ومصادرها.
- الفصل الأول، تحدث فيه عن أهداف التاريخ، وأساليبه، وقيمته التربوية.
- الفصل الثاني، تحدث فيه عن شروط الحضارة.
- الفصل الثالث، تحدث فيه عن المظاهر السياسية والاقتصادية والاجتماعية للحضارة.
- الفصل الرابع، تحدث فيه عن المظاهر الفكرية والفنية للحضارة.
- الفصل الخامس، تحدث فيه عن الكتابة ومصادر تاريخ الحضارة.

### الباب الثاني
تحدث فيه عن قصة الحضارة في الهند والشرق الأقصى.

### الباب الثالث
خصصه المؤلف للحديث عن الحضارة الإيرانية والبيزنطية.

### الباب الرابع
وهو الأخير خصصه المؤلف للحضارة العربية؛ احتل هذا الباب النصيب الأكبر من الكتاب. 

## الخاتمة
وفي ختام ذلك وضح لنا الحضارة العربية في العصر الإسلامي، وكيف أن الإسلام وسع ثقافة العرب بحكم ما أتى به من شرائع وقوانين وقصص الأولين، وذكر مظاهر الحضارة في عهد الخلافة الراشدة، حيث توطدت الدولة الإسلامية وتوسعت وبدأت تظهر فيها النظم وأساسيات الدولة، ثم انتقل إلى الدولة الأموية وبين أنظمتها وسياستها، وكذلك الدولة العباسية والدول التابعة لها، والدولة الأيوبية والسلجوقية. وختم الكتاب بحديثه عن تأثير الحضارة العربية على الحضارات الأخرى وكيفية انتشارها عن طريق الحروب الصليبية وحكم المسلمين للأندلس وصقلية، حيث كان وجود الحضارة الإسلامية في داخل أوروبا ذو تأثير كبير على الحضارة الأوروبية.